# Élisabeth Garouste

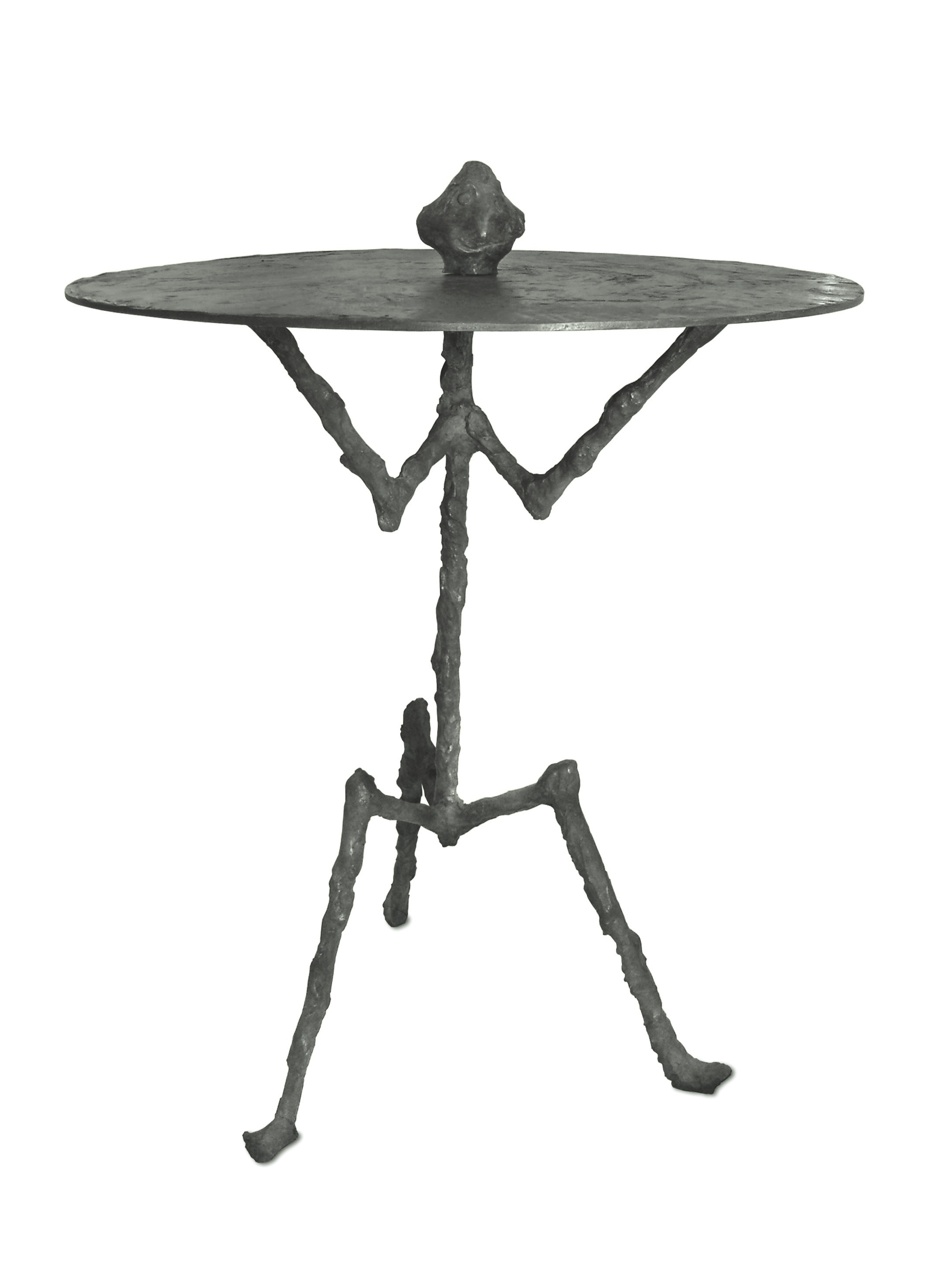
Guéridon Him, 2013

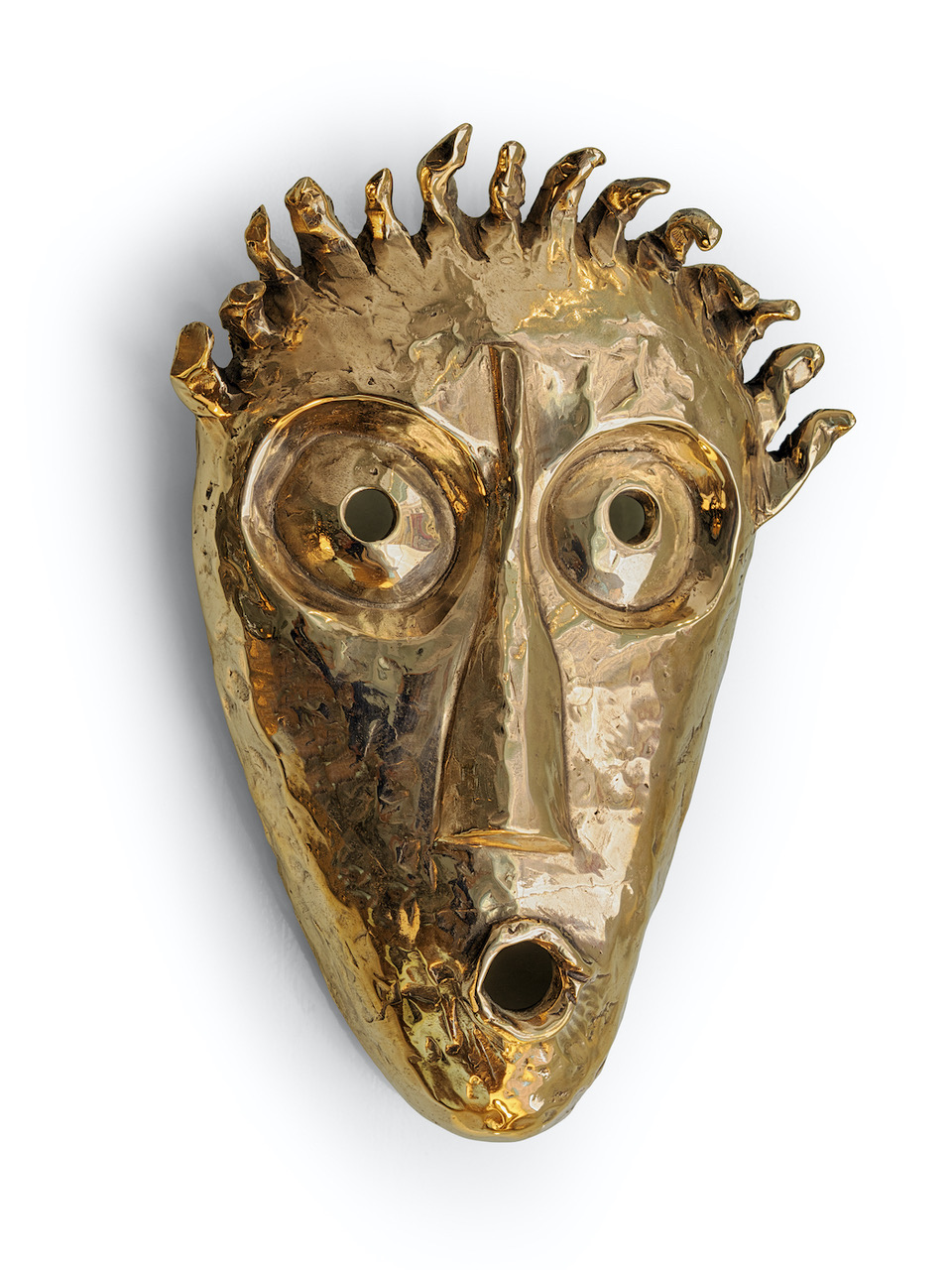
Applique en bronze or, 2013

Élisabeth Garouste, née Élizabeth Catherine Rochline le 17 juillet 1946, est une architecte d'intérieur et designer française. Décoratrice et créatrice de mobiliers et objets, elle évolue depuis les années 1980 entre pièces uniques et design de produits industriels iconiques.
Élisabeth Garouste est l'épouse du peintre Gérard Garouste.

## Biographie
Élisabeth Rochline est née le 17 juillet 1946 dans le 20e arrondissement de Paris. Une partie de sa famille est déportée. Elle est élève à l'École alsacienne, l'académie Charpentier, puis entre à l'école Camondo où elle croise Philippe Starck. Elle épouse le peintre Gérard Garouste en décembre 1970. Elle soutient les débuts de son mari comme peintre, en travaillant quelques années dans le commerce. Elle s'investit également, avec Gérard Garouste, pour l'association La Source s'adressant aux jeunes défavorisés en milieu rural. Elle est la sœur de l'artiste David Rochline.

## Parcours artistique

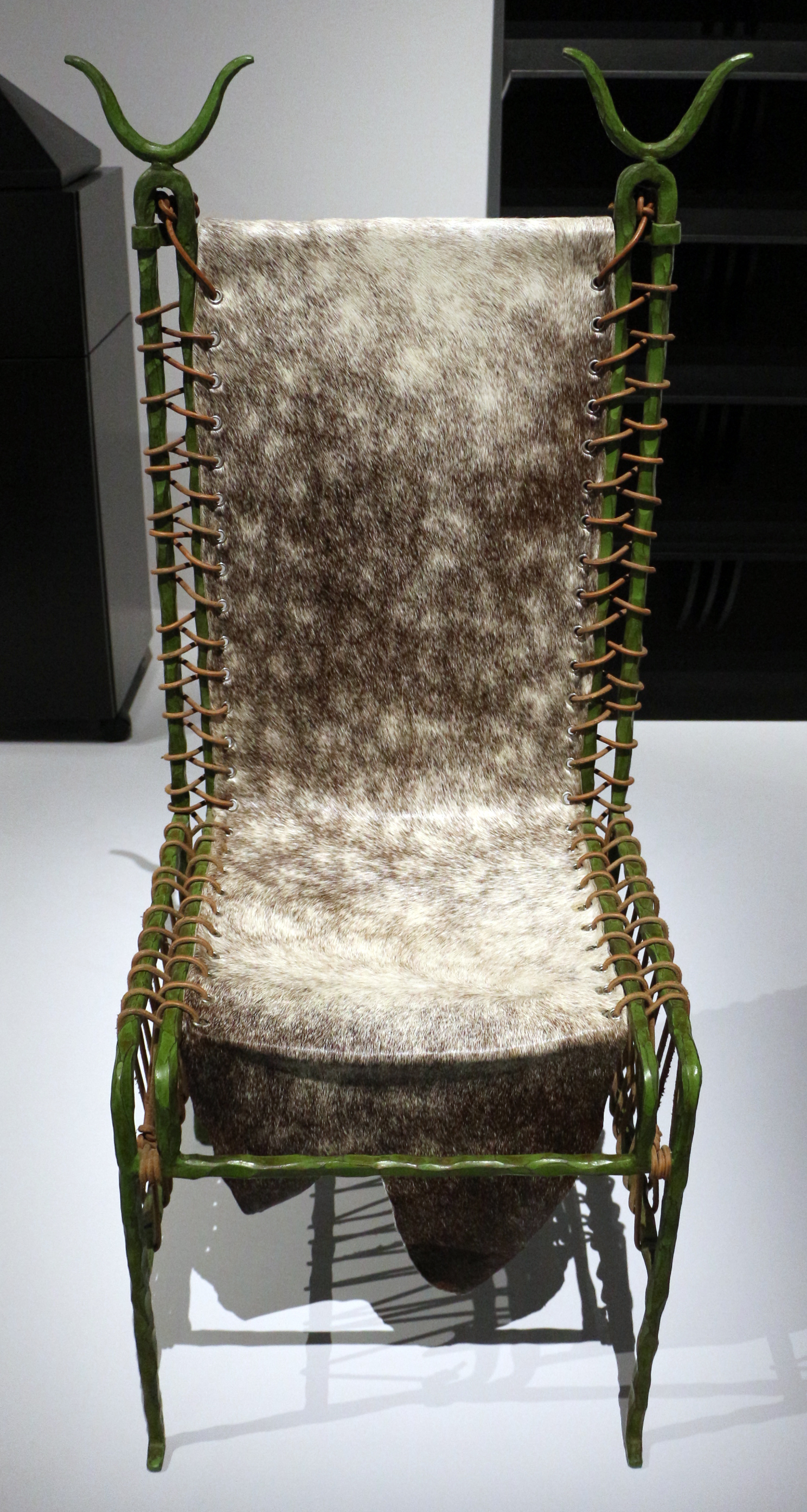
Chaise Barbare, avec Mattia Bonetti, 1981.

Elle crée des décors de pièces de théâtre, notamment pour Fernando Arrabal, puis est sollicitée en 1979, avec Gérard Garouste et Mattia Bonetti pour l'aménagement et la décoration du restaurant-discothèque Le Privilège installé au sein du Palace, une boîte de nuit de Paris, en vogue. Ils créent un univers théâtral, dans l'esprit de l'architecte et décorateur Emilio Terry. C'est le début pour Élisabeth Garouste d'une longue collaboration avec Mattia Bonetti.
Élisabeth Garouste et Mattia Bonetti font partie des designers emblématiques des années 1980, avec le groupe de Memphis et Philippe Starck, que ce soit pour l'aménagement de décors ou d'intérieurs, pour la conception de mobiliers ou pour la conception d'objets produits fabriqués industriellement. Parmi les créations ayant marqué les esprits figurent la chaise Barbare, dès 1981, qui leur vaut le qualificatif de Nouveaux Barbares, la table Rocher, des créations pour les cristalleries Daum ou pour la Faïencerie de Gien, les boutiques Christian Lacroix, le mobilier urbain et la décoration d'une première ligne du tramway de Montpellier aux hirondelles sur fond bleu, ou le packaging pour Nina Ricci. Élisabeth Garouste et Mattia Bonetti s'écartent du high tech, du fonctionnalisme et du minimalisme. Leurs conceptions sont surréalistes, baroques et théâtrales, utilisant une diversité de matériaux, bois, pierre, cuir, métal, etc.
Ils sont élus créateurs de l'année au salon du Meuble 1991. Cette même année la galerie « En Attendant les Barbares », qui édite leurs pièces depuis leurs débuts, leur consacre une exposition[source secondaire souhaitée]. Ils reçoivent l'oscar de l'emballage en 1992 pour Le teint Ricci. Élisabeth Garouste est honorée également du Trophée des Femmes en Or en 1993. Leurs œuvres font l'objet de nombreuses expositions, notamment au Centre Pompidou en 1997 et au Musée Guggenheim de New-York en 1998. En 2001, une nouvelle exposition proposant une rétrospective sur leur travail commun, au Grand-Hornu, en Belgique, marque également la fin de leur collaboration. Élisabeth Garouste et Mattia Bonetti poursuivent leur chemin artistique de manière séparée,.

Miroir Petits Carrés, 2003.

Élisabeth Garouste se voit confier le bureau du premier ministre Jean-Pierre Raffarin[réf. souhaitée], la décoration d'une autre ligne tramway de Montpellier[réf. souhaitée], les boutiques de Christian Louboutin à Paris et à Moscou.
En 2007, puis en 2013, avec les expositions Fragmentions, puis Éclectismes, à la galerie En Attendant les Barbares, son travail prend une direction de plus en plus artistique[réf. souhaitée].
Elle expose à Lille, en 2012, des créations plus personnelles, de dessins, masques et sculptures, montrant son intérêt pour l'art populaire, les arts premiers et l'art brut. En 2016, elle expose ses chimères, sorte de personnage mi-animal mi-végétal à la galerie Polad-Hardouin à Paris[source insuffisante].

## Créations emblématiques
Œuvres d'Élisabeth Garouste et Mattia Bonetti dans la collection du musée national d'art moderne.
- Chaise Barbare, avec Mattia Bonetti en 1981[16] ;
- Table Rocher, avec Mattia Bonetti en 1982[17] ;
- Canapé Mars, avec Mattia Bonetti, en 1989[18] ;
- Accessoires de beauté Deci-Delà de Nina Ricci avec Mattia Bonetti en 1994[19] ;
- Carafe Ricard, avec Mattia Bonetti en 1994[20] ;
- Miroir Petits Carrés, en 2003[21].

## Distinctions
- 1993 : Trophée des Femmes en Or de l'Art
- 2008 :  Chevalière de la Légion d'honneur[22] ;
- 2011 :  Officière de l'ordre des Arts et des Lettres ;
- 2017 :  Officière de la Légion d'honneur[23].